# Base (aritmética)
En un sistema de numeración posicional, se le llama base al número que define el orden de magnitud en que se ve incrementada cada una de las cifras sucesivas que componen el número. Es también la cantidad de símbolos presentes en dicho sistema. Por ejemplo, el sistema de numeración decimal (el más utilizado en la actualidad) utiliza como base el número 10 (diez): hay 10 símbolos o dígitos, y cada uno de ellos se incrementa en un orden de magnitud de 10 por cada posición consecutiva. 
En cualquier sistema de numeración, el número {\displaystyle x} y su base {\displaystyle y} se denotan convencionalmente como {\displaystyle (x)_{y}}, esto se cumple para todos los sistemas salvo el decimal, por ser la manera más habitual de expresar valores, donde se omite la base. Así, por ejemplo, {\displaystyle (100)_{10}} (o sin la base) es el número {\displaystyle 100} en el sistema decimal; y {\displaystyle (100)_{2}} es el número {\displaystyle 4} en el sistema binario.

## Bases más comunes
Las bases más comunes son:
| Base | Sistema             | Ejemplo (Decimal >> Otro sistema) |
| ---- | ------------------- | --------------------------------- |
| 2    | Sistema binario     | 100 >> 1100100                    |
| 3    | Sistema ternario    | 100 >> 10201                      |
| 5    | Sistema quinario    | 100 >> 400                        |
| 8    | Sistema octal       | 100 >> 144                        |
| 10   | Sistema decimal     | 100 >> 100                        |
| 12   | Sistema duodecimal  | 1000 >> 6B4                       |
| 16   | Sistema hexadecimal | 1000 >> 3E8                       |
| 20   | Sistema vigesimal   | 1000 >> 1F40                      |
| 60   | Sistema sexagesimal | 4000 >> 01 06 40                  |
| 64   | Base64              | 1.000.000 >> mJaA                 |